# Közép-amerikai tapír
A közép-amerikai tapír (Tapirus bairdii) az emlősök (Mammalia) osztályának páratlanujjú patások (Perissodactyla) rendjébe, ezen belül a tapírfélék (Tapiridae) családjába tartozó faj.
Tudományos nevét Spencer Fullerton Baird amerikai ornitológusról kapta, aki 1843-ban mexikói utazásai során figyelte meg az állatfajt.

## Előfordulása
Közép-Amerikában Mexikó, Belize, Guatemala, Honduras, Costa Rica, Nicaragua és Panama területén honos. Elterjedése Dél-Amerika északkeleti peremére, mint Kolumbiában és Ecuadorban is kiterjed. A tengerszintfeletti 3350 m magasságig terjedő, sűrű trópusi dzsungelek lakója.

## Megjelenése
Testhossza 198-202 cm, vállmagassága 120 cm, farokhossza 7-13 cm és testtömege 240-400 kg.
Vastag bőrét rövid, szőrös, sötétbarna bunda fedi. A fiatal állatok vörösesbarna szőrzetét fehér csíkok és foltok tarkítják. A torok és a pofa halvány szürkés-sárga színű, a szem alatt és mögött általában sötét folt található. Lekerekített füleinek széle fehér. Az állat legszembetűnőbb tulajdonsága a vékony orra, amely úgy néz ki és úgy működik, mint az elefánt ormányának rövidített másolata. Az újvilági tapírfajok közül a legnagyobb és legnehezebb, teste hordó alakú és lábai zömökek.

## Életmódja
Ez a magányos emlős nappal és éjjel egyaránt lehet aktív, bár ahol vadásszák, ott inkább éjszaka merészkedik elő. Nagyon mozgékony állat, még a meredek lejtőkön is képes gond nélkül átkelni. Jelenlétének árulkodó jele a csapásvonal, amit a tapírok rendszeresen kijelölnek. Általában vízközelben tartózkodik, sőt forróbb napokon csak a fejük látszik ki a víz felett. Éles sípolással kommunikál.
Növényevő; tápláléka többek között lehullott gyümölcsökből áll. Ellenségei a felnőttekre nézve a jaguár és az amerikai krokodil. A fiatalabb egyedekre a kisebb krokodilok és a puma vadászhat.
Az embereket ért támadások ritkák és többnyire önvédelmi jellegűek. 2006-ban egy tapír megtámadta és megsebesítette Carlos Manuel Rodríguez Echandit, Costa Rica volt környezetvédelmi és energiaügyi miniszterét, miután letért az ösvényről. Mérete miatt egy felnőtt egyed potenciálisan veszélyes lehet az emberre, ezért vadonban nem szabad megközelíteni. Ellenkező esetben az ember nyomába szegődhet, vagy akár meg is támadhatja.

## Szaporodása
A tehén vemhessége 390-400 napig tart, aminek végén általában egy, de ritkán két borja születik. Élete első hetében a borjú félreeső helyen van elrejtve, amíg az anyja táplálkozik, ugyanakkor rendszeresen is visszajár arra, hogy a borját szoptassa. Az elválasztás 1 éves korban történik, ezután a borjú az anyját követi a táplálkozási útjai során. Három hetes korban már úszni is képes.
Az ivarérettséget 1,5-2 éves korban éri el. Élettartama több, mint 30 év.

## Természetvédelmi helyzete
A Természetvédelmi Világszövetség szerint a közép-amerikai tapír a veszélyeztetett fajok listáját bővíti. A két fő tényező az orvvadászat és az élőhelyek csökkenése. Habár sok helyen csak néhányan vadásznak rá, de minden egyed leölése a populáció csökkenését eredményezi, különösen azért, mivel a születési rátája elég alacsony. Ezenfelül egy tanulmány kimutatta, hogy az észak-és közép-amerikai állatkertekben megfigyelhető kisebb populáció körében van beltenyészet és eltérnek a vadon élő populációtól.
Elterjedésének sok országában a vadászata tiltott, bár sokszor ezt sem tartják be. Ugyanakkor a vadászati tilalom nem kezeli az erdőirtás problémáját. Ezért sok természetvédő inkább a környezeti nevelésre és a fenntartható használatra összpontosít, hogy ezzel próbálják megmenteni a kihalástól a közép-amerikai tapírt és egyéb esőerdei fajokat.

## Képek
|  |  |  |  |  |

## Fordítás
- Ez a szócikk részben vagy egészben  a   Baird's Tapir című angol Wikipédia-szócikk fordításán alapul.  Az eredeti cikk szerkesztőit annak laptörténete sorolja fel. Ez a jelzés csupán a megfogalmazás eredetét és a szerzői jogokat jelzi, nem szolgál a cikkben szereplő információk forrásmegjelöléseként.